# Ӓ̄
Ӓ̄, ӓ̄ — Модифікація кириличної А з додатком дієрезиса і макрона, деколи використовуєтся в Кільдинській-Саамській мові,
де вона представляє подовжений мягкий Неогублений голосний переднього ряду низького підняття /ʲaː/ 
Буква Ӓ̄  була створена під час додавання в мови півночі (саамської) кирилиці
| Слово | МФА     | Що означає |
| ----- | ------- | ---------- |
| Ӓ̄вт   | [ʲaːv̥t] | вода       |
| Ӓ̄нн   | [ʲaːn̥n̥] | сестра     |
| Ӓ̄рк   | [ʲaːrk] | сніг       |

## Кодування

### Юнікод[1]
Літера Ӓ̄ складається з двох частин:
- Ӓ (основна літера з умлаутом): U+04D2  (Мала буква буде U+04D3
- ̄ (макрон, діакритичний знак): U+0304

Разом вони утворюють комбінований символ: Ӓ̄.

### HTML
Ӓ (велика кирилична "А" з умлаутом): &#1234;
̄ (макрон): &#772;
Також вийде Ӓ̄

## Подібні знаки
- У німецькій мові є літера ä, але без макрону.
- У латиській мові використовуються літери з макроном (наприклад, ā), але без умлауту.